# Hrvatski državni sabor
Hrvatski državni sabor naziv je hrvatskog parlamenta od 1918. godine, kada je Hrvatska raskinula državnopravne sveze s Austro-Ugarskom. Nakon što je hrvatski parlament bio ukinut za vrijeme Kraljevine SHS i Jugoslavije, hrvatska je ponovo uspostavila parlamentarno tijelo vlasti pod Nezavisnom Državom Hrvatskom. Ipak, Hrvatski državni sabor tijekom 1942. godine u NDH bio je samo simbolična institucija reprezentativnog karaktera. Osnovan je zakonskom odredbom poglavnika Ante Pavelića 24. siječnja 1942. godine. Pavelić je u njega imenovao zastupnike, a izbori za njegov saziv nikad nisu održani, što je bila posljedica totalitarnog karaktera države. Sabor je imao samo savjetodavnu funkciju, bez ikakve stvarne političke moći, a sazivan je na po nekoliko dana u veljači, travnju i prosincu 1942. godine.
U suvremenoj, nezavisnoj i demokratskoj hrvatskoj državi Saboru je ponovno vraćeno ime Hrvatski državni sabor u razdoblju od 1997. pa do 2000. godine nakon čega je ustavnim promjenama izglasan današnji naziv Hrvatski sabor.

## Pozadina nastanka naziva
Hrvatski sabor privremeno je ukinut nakon donošenja Vidovdanskog ustava, ali neposredno prije toga Sabor djeluje pod imenom Hrvatski državni sabor. Iako se naziv nije dugo zadržao u javnom životu, bio je aktualan u vrijeme Države SHS i u počecima nastanka nove državne tvorevine. Također, hrvatski su se zastupnici iz Skupštine Kraljevine Jugoslavije (gotovo svi iz HSS-a) u to doba povremeno sastajali kao Hrvatsko narodno predstavništvo; s njima su od sporazuma Stjepana Radića i Svetozara Pribićevića, kojim je bila stvorena Seljačko-demokratska koalicija, obično usko surađivali i predstavnici Srba prečana. Sporazumom Cvetković-Maček bilo je predviđeno ponovno uspostavljanje Hrvatskoga sabora, do čega nije došlo zbog izbijanja rata.

## Osnivanje Hrvatskoga državnoga sabora u NDH
U Nezavisnoj Državi Hrvatskoj nikada nije bilo izabranih predstavničkih tijela vlasti (izabrane skupštine) ni na kojoj razini teritorijalne organizacije (općine, kotari, velike župe, država). U prvim danima ustaške vlasti, sve su postojeće skupštine ukinute i sve političke stranke zabranjene. Hrvatski državni sabor je sazvan bez izbora te je poglavnikovom odlukom određeno tko će biti saborski zastupnik. Na zasjedanje HDS-a bilo je pozvano 217 zastupnika. Od HSS-ovaca, međutim, nisu svi bili pozvani (pa ni sam Vladko Maček, koji je u to doba bio interniran u Jasenovcu, a neki se pozivu nisu odazvali.
| Kategorija | Broj zastupnika |
| --- | --------------- |
| živući zastupnici posljednjeg saziva Sabora Kraljevine Hrvatske, Dalmacije i Slavonije                                                                                  | 12              |
| narodni zastupnici posljednjeg saziva jugoslavenske skupštine 92 člana HSS-a 13 članova JMO 2 člana HSRS-a 2 člana liste Ujedinjene opozicije 1 član Hrvatske zajednice | 110             |
| osnivači Hrvatske seljačke stranke | 4               |
| članovi vijeća Hrvatske stranke prava izabrani 1919. | 35              |
| članovi Glavnog ustaškog stana | 28              |
| predstavnici njemačke narodne skupine | 2               |
| predstavnici hrvatskih pravoslavaca | 4               |

### Prvo zasjedanje
Prvo zasjedanje Hrvatskoga državnoga sabora je održano od 23. do 28. veljače 1942. godine. Sjednicama su, pored zastupnika, nazočili svi članovi vlade, diplomatski zbor te visoki dostojanstvenici crkvenih zajednica, katoličke, islamske i evangeličke. Zasjedanje Sabora otvorio je i vodio najstariji zastupnik, Marko Došen. Na početku zasjedanja Pavelić je pročitao svoju poslanicu. Govorio je obnovi hrvatske države, za što su zaslužni "snaga oružja i pravdoljubivost naših saveznika i prijatelja, Njemačke i Italije" i oružana borba "Hrvatskog ustaškog pokreta i cijelog hrvatskog naroda". U obnovljenoj državi, naglasio je Pavelić, sada uskrsava i Sabor, ukinut silom i prevarom 1918. godine. Saboru se, 27. veljače, obratio i vojskovođa i doglavnik Slavko Kvaternik opširnim izvješćem o Hrvatskom domobranstvu.
Ministar unutrašnjih poslova Andrija Artuković izlagao je o unutarnjoj situaciji u NDH, pohvalivši se rasnim zakonima i istrjebljenjem hrvatskih i bosanskohercegovačkih Židova:

NDH odlučnim i zdravim zahvatom riešila tzv. židovsko pitanje... Ovaj potrebiti zahvat čišćenja nalazi svoje opravdanje ne samo s moralnog, vjerskog i društvenog gledišta, nego i s narodno-političkog gledišta: jer je međunarodno židovstvo udruženo s međunarodnim komunizmom i slobodnim zidarstvom, nastojalo, a još i danas nastoji, uništiti hrvatski narod (...)

Na ovom zasjedanju Hrvatski državni sabor prihvatio je prijedlog narodnog zastupnika dra Mirka Košutića da se donese odluka o ništavnosti svih propisa koji su doneseni u razdoblju od 1. prosinca 1918. do 10. travnja 1941. godine, a tiču se hrvatskoga naroda i njegove samostalnosti. Sabor je istodobno pozdravio i prihvatio sve državnopravne čine od uspostave Nezavisne Države Hrvatske.
Nakon zaključene rasprave Sabor je mogao donositi odluke pristankom dvije trećine nazočnih zastupnika. Tako izglasane odluke su nakon predsjednikova proglašenja postajale saborskim zaključkom, a zadobivale bi zakonsku moć nakon što ih potpiše poglavnik te nakon objave u Narodnim novinama. Time je pokazana i funkcija Sabora. On je bio institucija u kojoj se samo proglašavaju određeni potezi unutarnje i vanjske politike, koje su inače bile u rukama poglavnika.

### Zastupnički memorandum
Unatoč jasnom ozračju totalitarne države, u Saboru je ipak došlo do kritičkih istupa. Skupina od 38 zastupnika (28 iz HSS-a, nekoliko iz JMO i samostalnih zastupnika) zajedno s predsjednikom Sabora Markom Došenom i Vinkom Kriškovićem predala je Paveliću memorandum kojim se zahtijevalo oslobađanje iz logora svih osoba i skupina zatočenih po načelu kolektivne odgovornosti. U istom je memorandumu postavljeno pitanje kako je moguće Dalmaciju, koja je kolijevka hrvatske državnosti, prepustiti Mussoliniju i to od režima koji sebe smatra prohrvatskim. Postavljeno je i pitanje gdje se nalazi Vladko Maček i na osnovu kojih zakonskih propisa mu je oduzeta sloboda. Pavelić je u govoru pred Saborom posljednjeg dana zasjedanja, 28. veljače, odgovorio da je Maček upućen na "prisilni boravak" da ne bi dolazio u dodir s ljudima koji održavaju veze s inozemstvom, odnosno s predstavnicima HSS-a u emigrantskoj vladi. Maček je ipak u ožujku 1942. godine iz Jasenovca prebačen u kućni pritvor na svoje imanje u Kupincu.

### Stalni odbori
Hrvatski državni sabor je prema poslovniku imao stalne odbore i odbore po potrebi. Stalni su bili odbori za rizničarske poslove, narodno gospodarstvo i promet, nastavne poslove, pravosudne i bogoštovne poslove, zdravstvene poslove, društvovno-udružbene poslove, molbenice, ovjerovljenje članstva sabora i nepovrijedivost, saborske poslove, te za upravne poslove. Premda su odbori bili formirani, oni u odnosu na vladu nisu imali nikakvih kompetencija. U njima su se mogle samo voditi rasprave s predstavnicima i davati mišljenje, ali i to je sve bilo epizodnog karaktera.

### Predsjedništvo
Predsjedništvo Hrvatskog državnog sabora činili su predsjednik Marko Došen, potpredsjednici dr. Ivan Najcan iz HSS-a i dr. Ismetbeg Gavran Kapetanović iz JMO-a te bilježnici dr. Savo Besarović (predstavnik hrvatskih pravoslavaca) i Mesud Kulenović (član HSS-a).

### Ukidanje
Nakon prvog zasjedanja u veljači 1942. godine, Pavelić je najavljivao da će se pristupiti izradi zakonskih odredbi o novom Saboru, ali do toga nikada nije došlo. Sabor se sastao još samo dvaput, u travnju i prosincu 1942. godine, opet samo kao reprezentativno tijelo. Do konca NDH više se nije sastajao.